# Силатраны
Силатраны — подкласс кремнийорганических атранов, внутрикомплексных трициклических соединений, содержащих в своей структуре силатрановый скелет N(CH2CH2O)3SiH. Силатраны содержат координационную связь между мостиковым атомом азота и пентакоординированным атомом кремния. Наибольшее практическое применение получили силатраны, замещённые при атоме кремния (в положении 1).

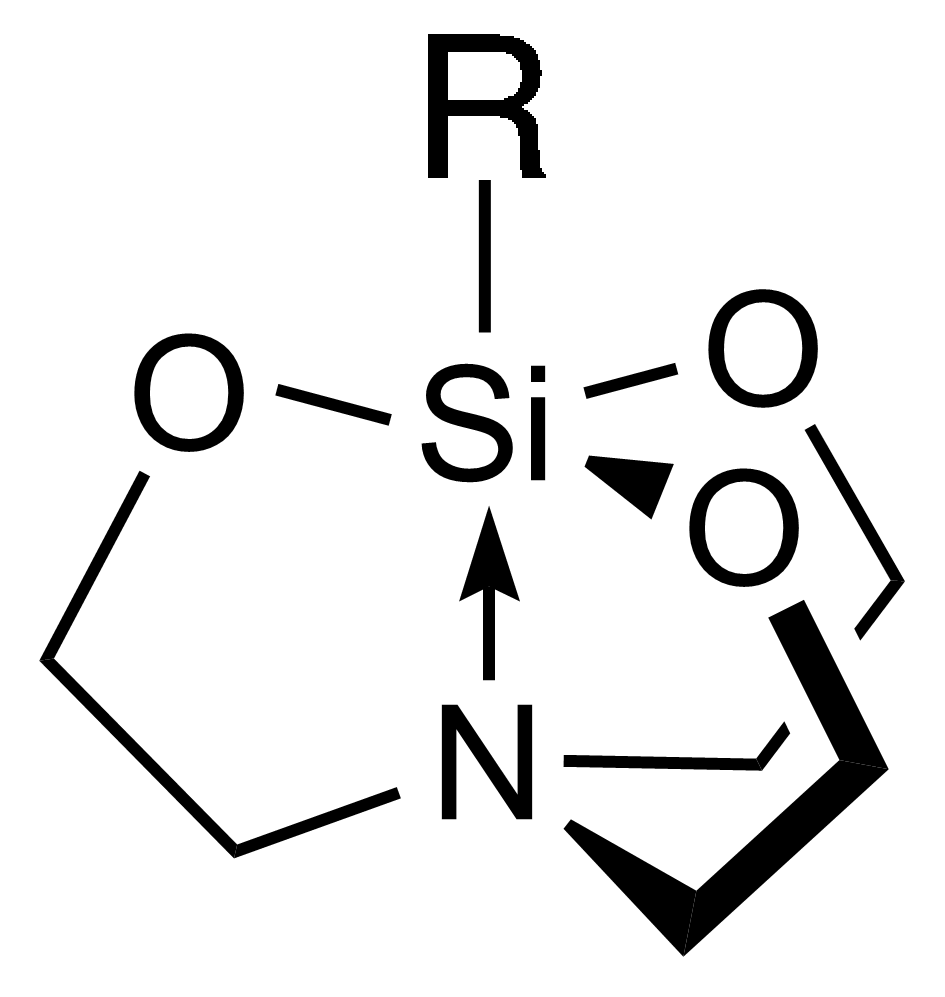
Формула силатранов

## Синтез
Силантраны могут быть синтезированы переэтерификацией замещенных триалкоксисиланов триэтаноламином, этот метод пригоден для синтеза как органосилантранов, так и органоксисилатранов:
{\displaystyle {\mathsf {X{\text{-}}Si(OAlk)_{3}+(HOCH_{2}CH_{2})_{3}N\rightarrow X{\text{-}}Si(OCH_{2}CH_{2})_{3}N+3AlkOH}}}
{\displaystyle {\mathsf {X=R,\ RO}}}
Силатраны также получаются реакцией триалкоксиалкил(арил)силанов с триэтаноламином, боратранами.

## Применение
В связи с обнаружением высокой токсичности силатранов с ароматическими заместителями они были предложены и в настоящее время используются как родентициды. Главным преимуществом их как родентицидов является их видовая специфичность к грызунам (токсичность для них примерно в 10 раз выше, чем для птиц и обезьян). Наибольшее распространение получил 1-(4-хлорфенил)силатран.
Интересной активностью обладает 1-(хлорметил)силатран: он стимулирует рост волос. Как следствие, под торговыми марками Силокаст и Мивал он стал использоваться в терапии облысения. Кроме того, это соединение стимулирует рост и развитие растений, животных и микроорганизмов.